# Giso Westing
Giso Westing (* 1. Mai 1955 in Hannover) ist ein deutscher Maler.

## Leben
Westing studierte 1975 bis 1982 an der Hochschule für Bildende Künste in Braunschweig. Zu seinen Lehrern dort zählen  Alfred Winter-Rust und Lienhard von Monkiewitsch. Giso Westing war Mitglied des Deutschen Künstlerbundes von 1988 bis 1997. Er beteiligte sich an den großen DKB-Jahresausstellungen 1985 (im Kunstverein Hannover), 1987 (in der Kunsthalle Bremen), 1988 (in der Galerie der Stadt Stuttgart) und 1990 (in der Akademie der Künste in Berlin).
Für sein Werk erhielt er das Rom-Stipendium Villa Massimo (1986/87), den Sprengel-Preis (1990) und zuletzt den Kunstpreis der SPD-Fraktion im Niedersächsischen Landtag (2005).
Seine Bilder wurden bisher in  50 Einzel- und Gruppenausstellungen im In- und Ausland gezeigt.
Von 2011 bis 2023 war er Kurator der „Gesellschaft für Kunstförderung in Niedersachsen“.

## Werk

### Bildende Kunst
Giso Westings Malerei entwickelte sich von fast monochromer Reduziertheit bei den frühen Arbeiten über immer stärker werdende Lebendigkeit in Farbe und Form hin zu einem kraftvollen Malduktus, der seinen zentralen Gedanken veranschaulicht, dass im Abstrakten stets das Gegenständliche und Landschaftliche durchschimmert und wie die uns umgebende Realität des Sichtbaren mehrdeutig bleibt. Konsequenterweise tragen alle seine Bilder den Titel „Ohne Titel“. Bei seinen jüngsten Arbeiten tauchen in die Bilder hineingemalte Worte auf, die dem scheinbar Sichtbaren irritierende und verstörende Nachdenklichkeit verleihen. Seit 2009 erneute Hinwendung zu informellen Strukturen, wie Fleckenbilder und Duktusmalerei in ausdifferenzierten Farbvaleurs.

### Schriften
- Lienhard von Monkiewitsch, Reinhard Scheibe, Giso Westing (Hrsg.): Ludwig Zerull. Vermittler, Gestalter, Chronist, Bonvivant, Gesamtherstellung: ArtnetworX GmbH, Hannover, 2012
- Sein und Bewußtsein als das Verhältnis des Menschen, Selbstverlag, Hannover, 2023
- Hegels Spiegel, Selbstverlag, Hannover, 2024